# Quang sai (quang học)

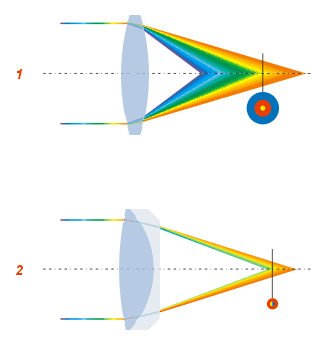
1: Thấu kính có quang sai màu nhiều hơn.
2: Thấu kính có quang sai màu ít hơn.

Trong quang học, quang sai là một đặc tính của các hệ quang học ̣(quang hệ), chẳng hạn như thấu kính, khiến ánh sáng bị phân tán ra một vùng không gian nào đó thay vì tập trung vào một điểm. Quang sai khiến hình ảnh do thấu kính tạo thành bị mờ hoặc biến dạng, bản chất của biến dạng tùy thuộc vào loại quang sai. Quang sai xảy ra do lý thuyết đồng trục đơn sơ không phải là mô hình hoàn toàn chính xác về tác động của hệ thống quang học đối với ánh sáng, chứ không phải do sai sót trong các thành phần quang học.
Quang sai có thể chia thành hai dạng:
- Quang sai đơn sắc: phổ biến nhất là quang sai mất nét, cầu sai, coma, astigmatism, field curvature, biến dạng hình ảnh.

- Quang sai màu: hiện tượng thấu kính không tập trung được tất cả các màu vào cùng một điểm,[3] biến thành 1 chùm sáng từ đỏ đến tím (bị tán sắc), xảy ra vì thấu kính khúc xạ các màu khác nhau trong ánh sáng trắng ở những góc khác nhau theo bước sóng.

## Tổng quan
Với một thấu kính lý tưởng, các tia sáng bắt nguồn từ điểm vật thể bất kỳ sẽ hội tụ lại thành điểm ảnh; và vì thế không gian vật thể sẽ được tái tạo thành không gian ảnh. Tuy nhiên, các thấu kính thực tế không tập trung ánh sáng chính xác vào một điểm duy nhất, ngay cả khi chúng được chế tạo hoàn hảo. Những sai lệch này được gọi là quang sai của ống kính.

### Quang sai đơn sắc
Quang sai đơn sắc phổ biến nhất là:
- Quang sai mất nét.
- Cầu sai.
- Coma.
- Astigmatism.
- Field curvature.
- Biến dạng hình ảnh.

Mặc dù về mặt kỹ thuật, quang sai mất nét là cấp thấp nhất của quang sai, nhưng nó thường không được coi là quang sai của ống kính, vì nó có thể được khắc phục bằng cách di chuyển thấu kính (hoặc mặt phẳng hình ảnh) để đưa mặt phẳng hình ảnh đến tiêu điểm quang học của ống kính.
Ngoài những quang sai này, piston và tilt là những hiệu ứng làm thay đổi vị trí của tiêu điểm. Piston và tilt không phải là quang sai quang học thực sự, vì khi một perfect wavefront khác bị thay đổi bởi piston và tilt, nó vẫn tạo thành một hình ảnh hoàn hảo, không có quang sai, chỉ bị dịch chuyển sang một vị trí khác.